# 王世睿
王世睿，山东章丘人，清朝政治人物。
康熙五十四年（1715年），登進士。王世睿曾于1739年接替徐艮模任上海县知县一职，1742年由李文耀接任。